# Severance (Kansas)
Severance és una població dels Estats Units a l'estat de Kansas. Segons el cens del 2000 tenia 108 habitants.

## Demografia
Segons el cens del 2000, Severance tenia 108 habitants, 46 habitatges, i 28 famílies. La densitat de població era de 320,8 habitants/km².
Dels 46 habitatges en un 34,8% hi vivien nens de menys de 18 anys, en un 43,5% hi vivien parelles casades, en un 15,2% dones solteres, i en un 37% no eren unitats familiars. En el 32,6% dels habitatges hi vivien persones soles el 15,2% de les quals corresponia a persones de 65 anys o més que vivien soles. El nombre mitjà de persones vivint en cada habitatge era de 2,35 i el nombre mitjà de persones que vivien en cada família era de 3.
Per edats la població es repartia de la següent manera: un 28,7% tenia menys de 18 anys, un 8,3% entre 18 i 24, un 25,9% entre 25 i 44, un 24,1% de 45 a 60 i un 13% 65 anys o més.
L'edat mediana era de 34 anys. Per cada 100 dones de 18 o més anys hi havia 102,6 homes.
La renda mediana per habitatge era de 25.313 $ i la renda mediana per família de 27.083 $. Els homes tenien una renda mediana de 25.625 $ mentre que les dones 15.500 $. La renda per capita de la població era de 13.690 $. Entorn del 21,4% de les famílies i el 26,6% de la població estaven per davall del llindar de pobresa.

## Poblacions més properes
El següent diagrama mostra les poblacions més properes.